# Propichovač vajec

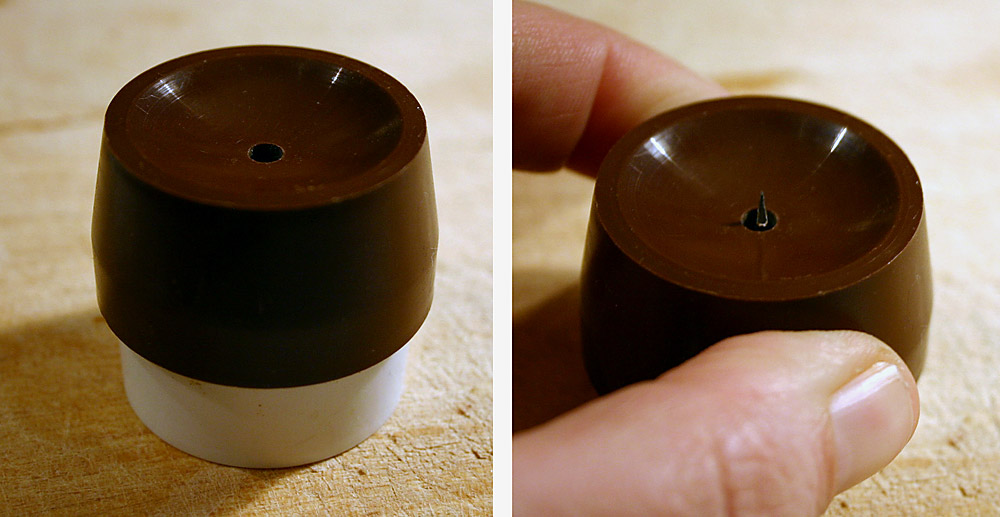
Propichovač vajec, 70. léta 20. století

Propichovač vajec nebo také trn na vejce je kuchyňský nástroj, kterým lze ve skořápce vajec udělat malou dírku, aby se otevřela jejich vzduchová komora. To by mělo umožnit vyrovnání tlaku během vaření, což by mělo zabránit prasknutí skořápky. Ovšem podle studie vědeckého televizního magazínu WDR – Wissenschafts-Fernsehmagazin Quarks & Co nemá propíchnutí skořápky žádný vliv na to, zda dojde při vaření k prasknutí, či nikoliv.

## Konstrukce

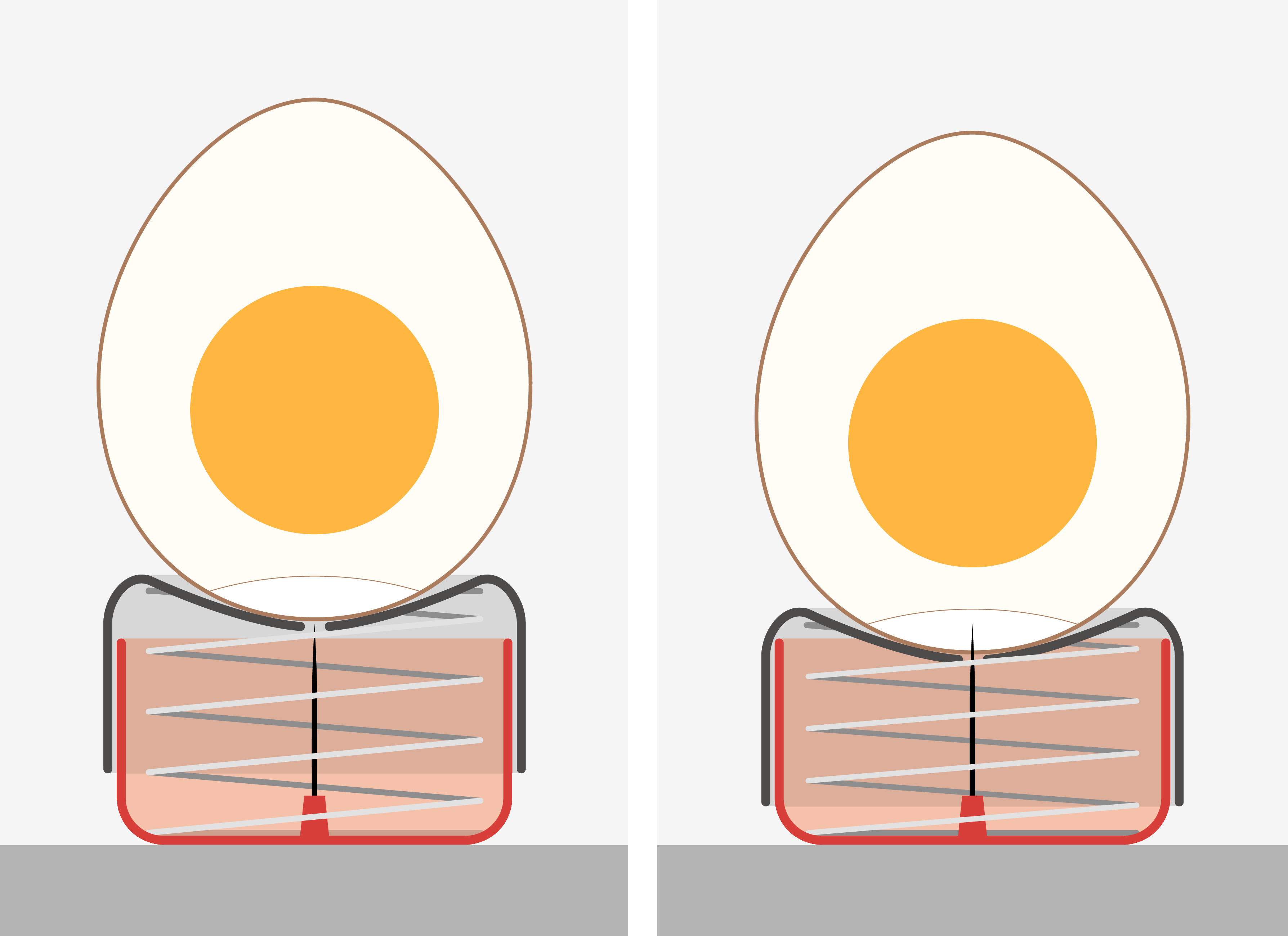
Funkce propichovače vajec

Konstrukce propichovače vajec zabraňuje příliš hlubokému proniknutí jehly do vejce, aby nebyla poškozena membrána vnitřní skořápky. Tlak nástroje je rozložen na větší plochu a zavádění jehly je tlumeno pružinou nebo podobnou součástkou. V původním designu ze 70. let 20. století se propichovač vajec skládal z malé plechovky s prohlubní a otvorem uprostřed víčka a jehly uprostřed dna. Víko a základna byly vzájemně spojeny a byly od sebe odtlačovány pružinou. Přiložením vajíčka širším koncem a jemným zatlačením se skořápka propíchla.